# Alexandre Leleux
Pour les articles homonymes, voir Leleux.
Alexandre Leleux, né le 3 juin 1812 à Lille et mort le 23 mai 1873 dans sa ville natale, est un journaliste et collectionneur d'œuvres d'art français.

## Biographie
Né le 3 juin 1812 au domicile de ses parents, situé sur la Grand-Place de Lille, Eugène-Alexandre Leleux est le fils de Philippine-Adélaïde-Charlotte Leleux, née Drapiez (1781-1872), et de Jacques-Vincent-Joseph Leleux (1788-1852), imprimeur-libraire. Ce dernier fonde, en 1819, L’Écho du Nord, un journal libéral. Le grand-père maternel d'Alexandre Leleux est le pharmacien Jean-Baptiste Drapiez (1752-1799), président du conseil municipal de Lille entre 1798 et 1799.
Après avoir étudié aux collèges de Lille et de Douai, Alexandre Leleux prend part à la rédaction du journal paternel, dont il devient gérant en 1836. C'est à ce titre qu'il est condamné, le 9 juin 1847, à un mois de prison et 500 francs d'amende pour avoir publié l'annonce d'une souscription destinée à payer les amendes infligées aux personnes condamnées après les émeutes lilloises des 12, 13 et 14 mai 1847.
À la mort de son père, en 1852, Alexandre Leleux devient le propriétaire de L’Écho du Nord, dont il est également le rédacteur en chef. Sous sa direction, L’Écho du Nord est un journal républicain libéral opposé au Second Empire.
En 1854, Leleux représente la presse départementale aux obsèques de l'ancien député républicain Frédéric Degeorge. En 1867, quand les comités démocratiques lillois choisissent leurs candidats au conseil d'arrondissement, Leleux est investi dans le canton de Lille-Centre, où il est élu au premier tour avec 1 877 voix (89 % des votants).
Aux termes d'une longue maladie, Alexandre Leleux s'éteint le 23 mai 1873 dans son domicile du no 8 de la Grand-Place. Il est enterré au cimetière de l'Est à Lille et sa sépulture est située allée I19.
Par un testament olographe en date du 1er novembre 1870, il a légué à sa ville son importante collection de tableaux, centrée sur l'art du siècle d'or néerlandais, ainsi qu'une somme de 30 000 francs destinée à la création d'un hôtel des invalides du travail. En souvenir de ce legs, la municipalité de Lille a donné à une rue du centre-ville le nom de son bienfaiteur (rue Alexandre-Leleux, auparavant rue Pitoux, à côté du Lycée Fenelon). Hippolyte Verly, rédacteur politique à L’Écho du Nord depuis 1867, a succédé à Leleux en tant que rédacteur en chef et directeur du journal.

Quelques tableaux de la collection d'Alexandre Leleux conservés au Palais des Beaux-Arts de Lille
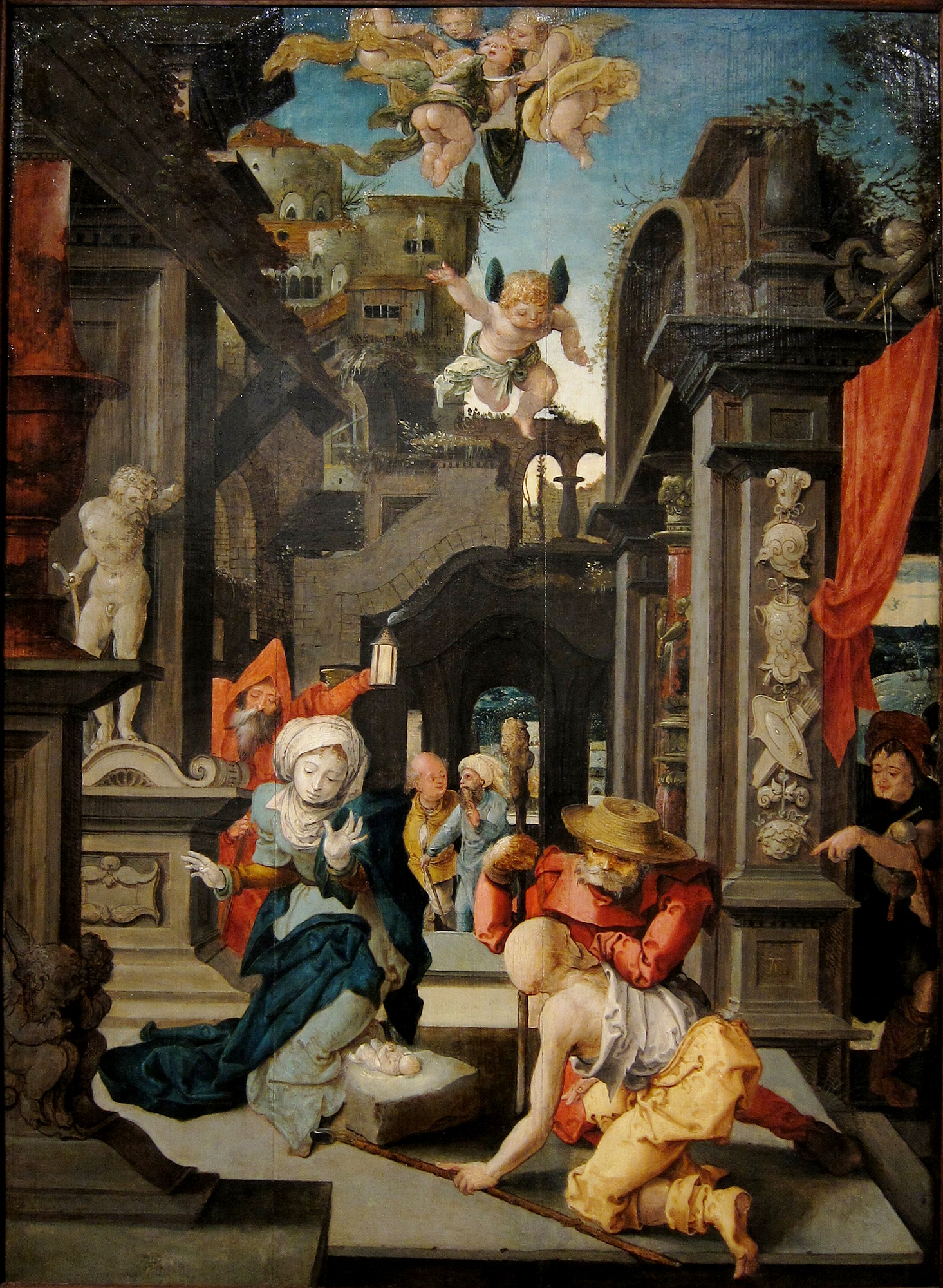
Maître de l'Adoration de Lille, L'Adoration des bergers, 1512[11].
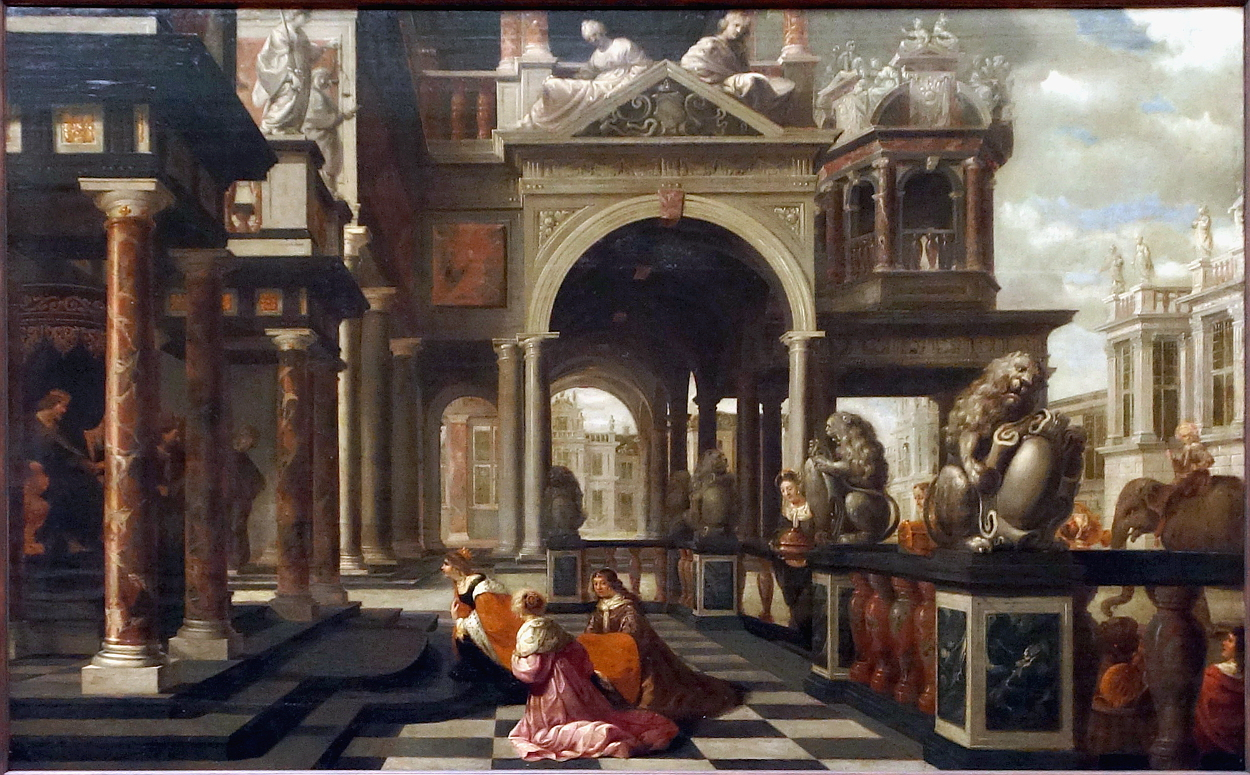
Dirk van Delen, Salomon et la reine de Saba, 1638[12].
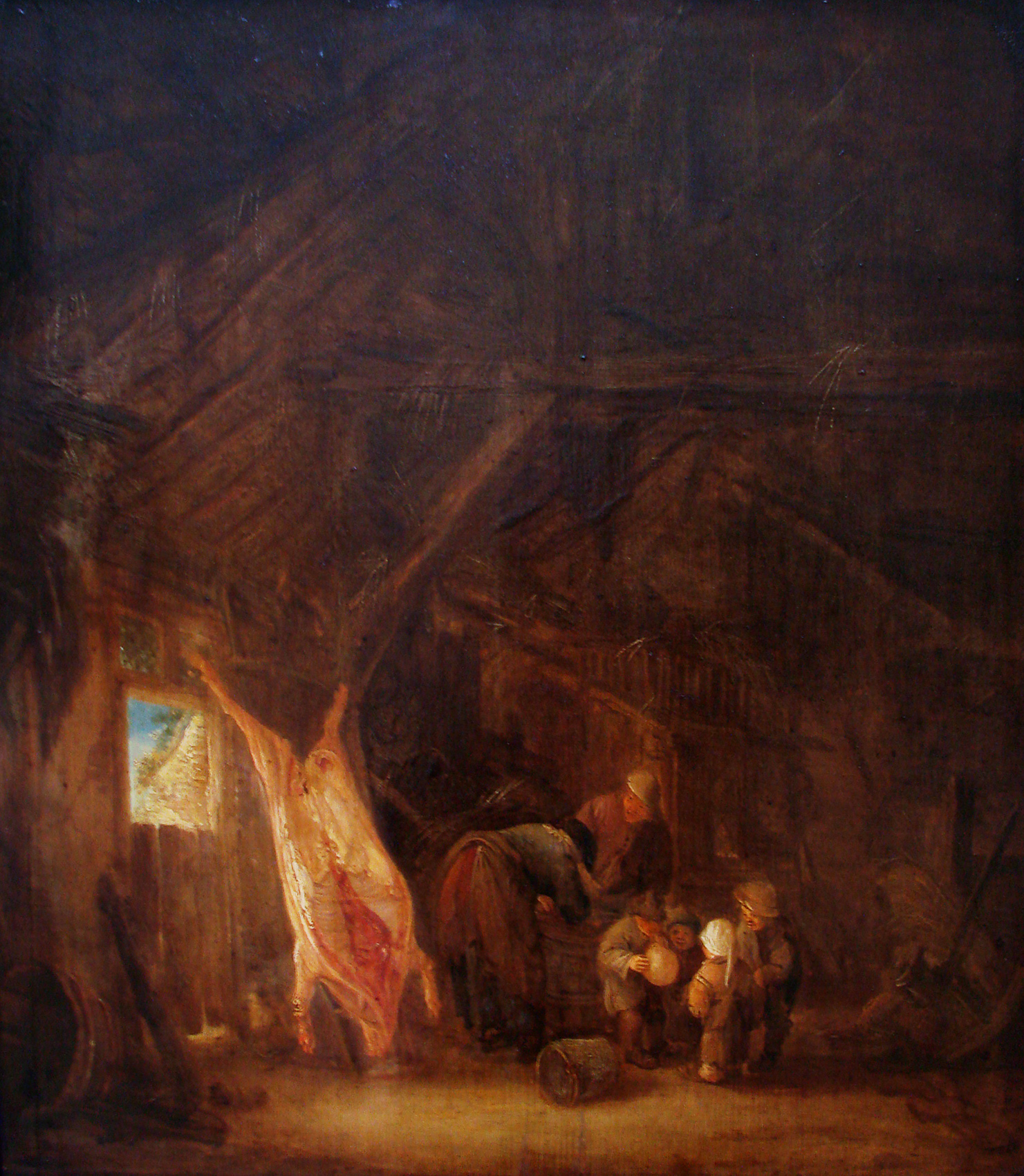
Isaac van Ostade, Le Dépècement du porc, 1645[13].
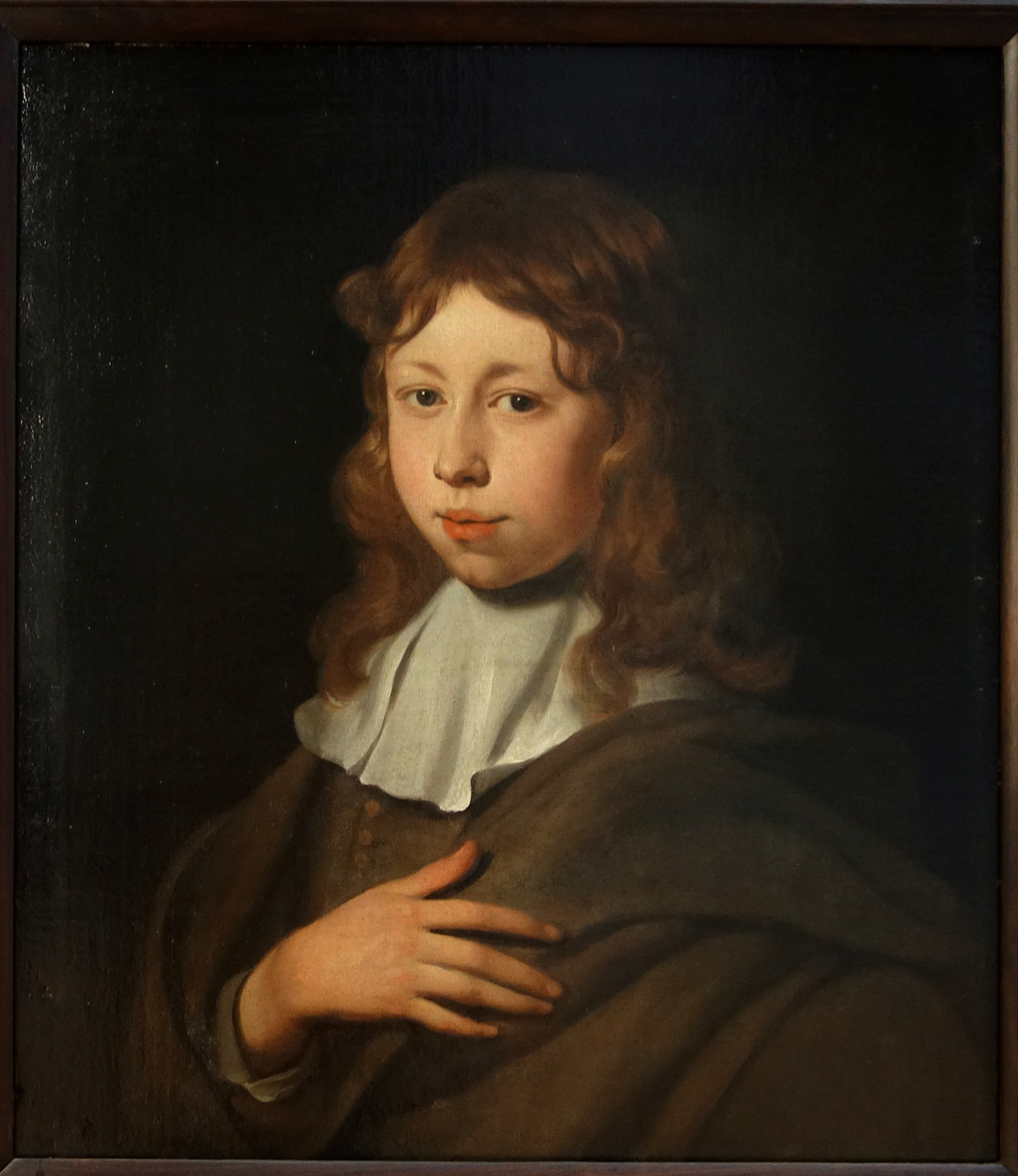
Gerbrand van den Eeckhout, Portrait d'un jeune garçon, 1653[14].
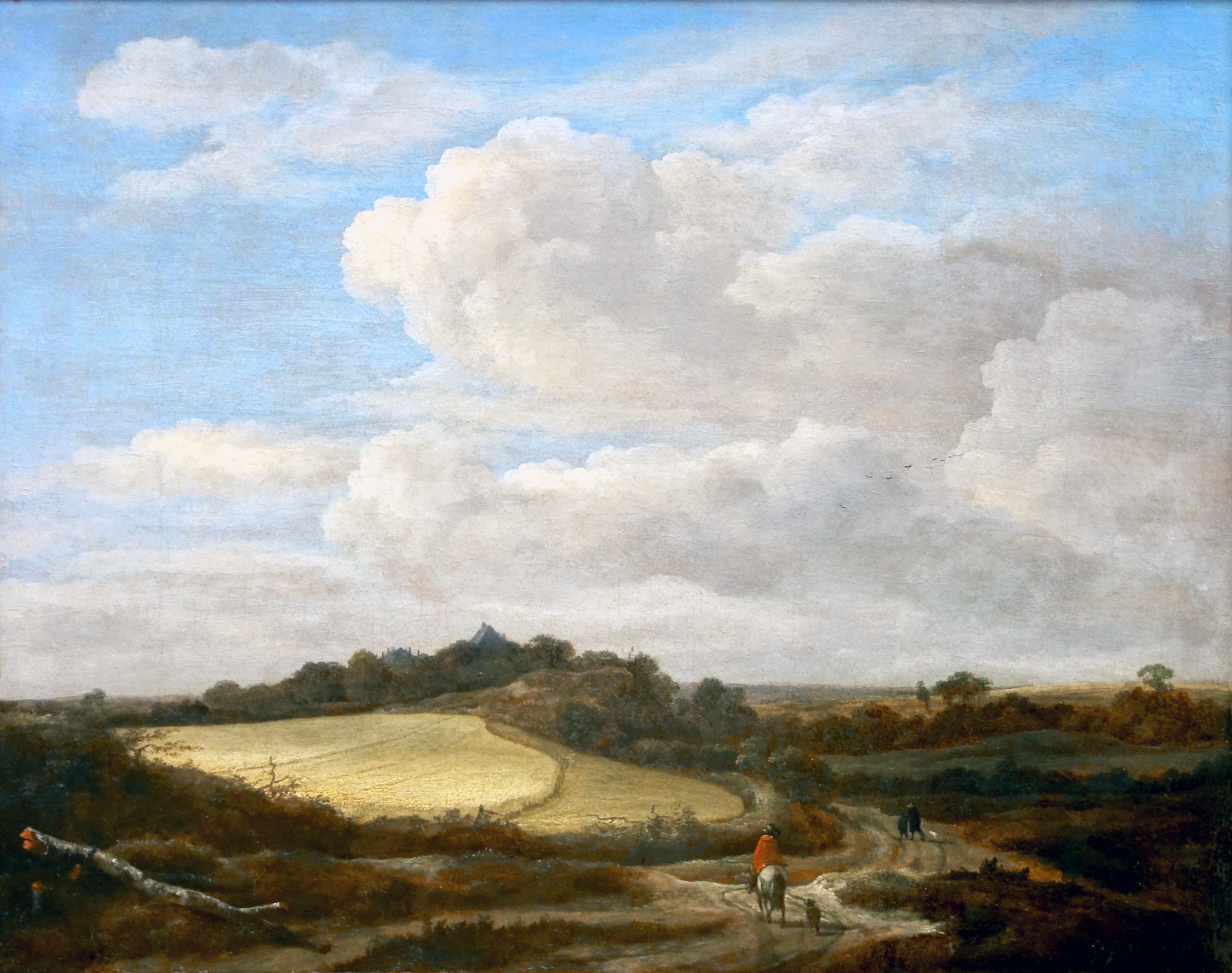
Jacob van Ruisdael, Champ de blé, vers 1660[15].
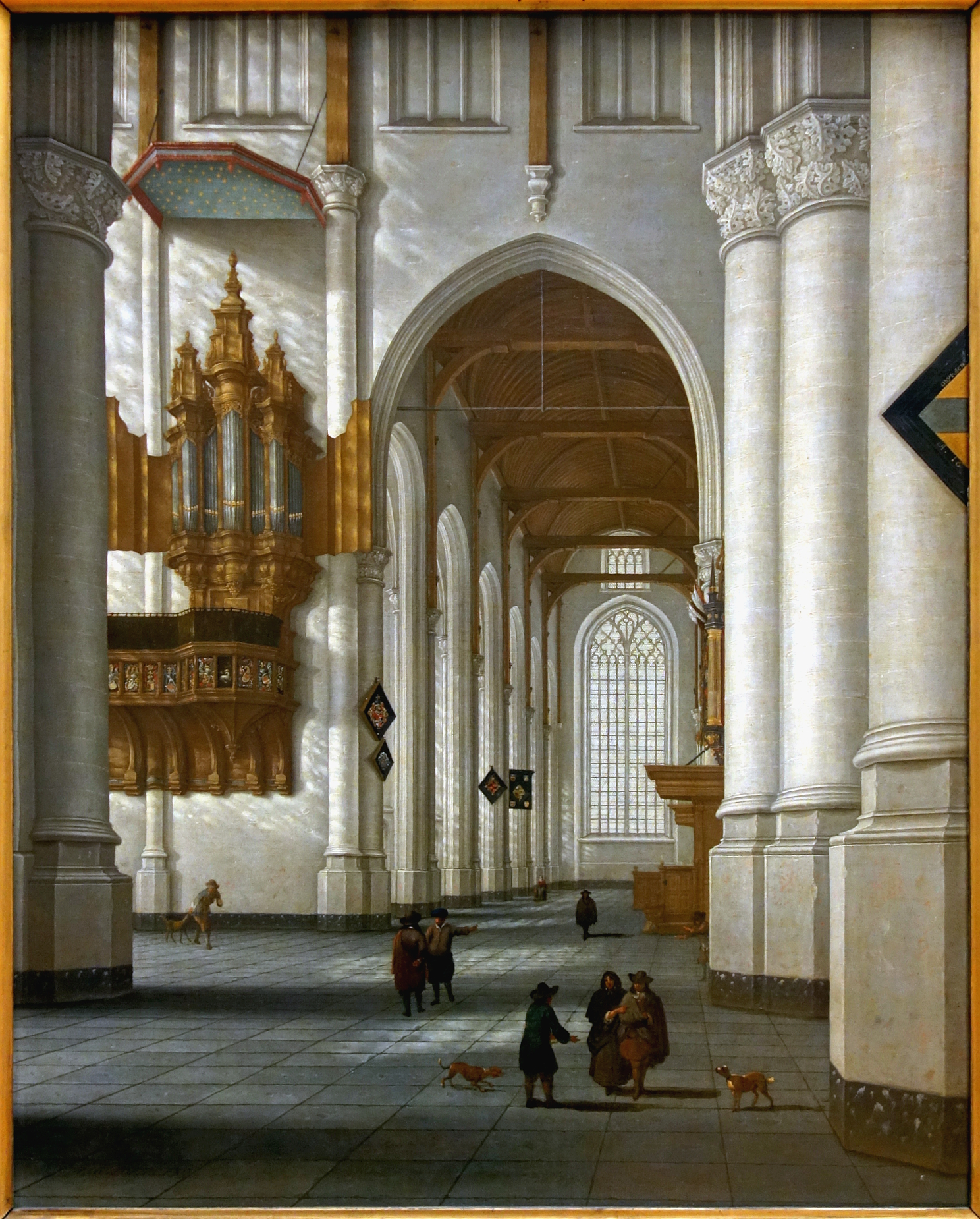
Anthonie de Lorme, Intérieur de l'église Saint-Laurent de Rotterdam, 1669[16].
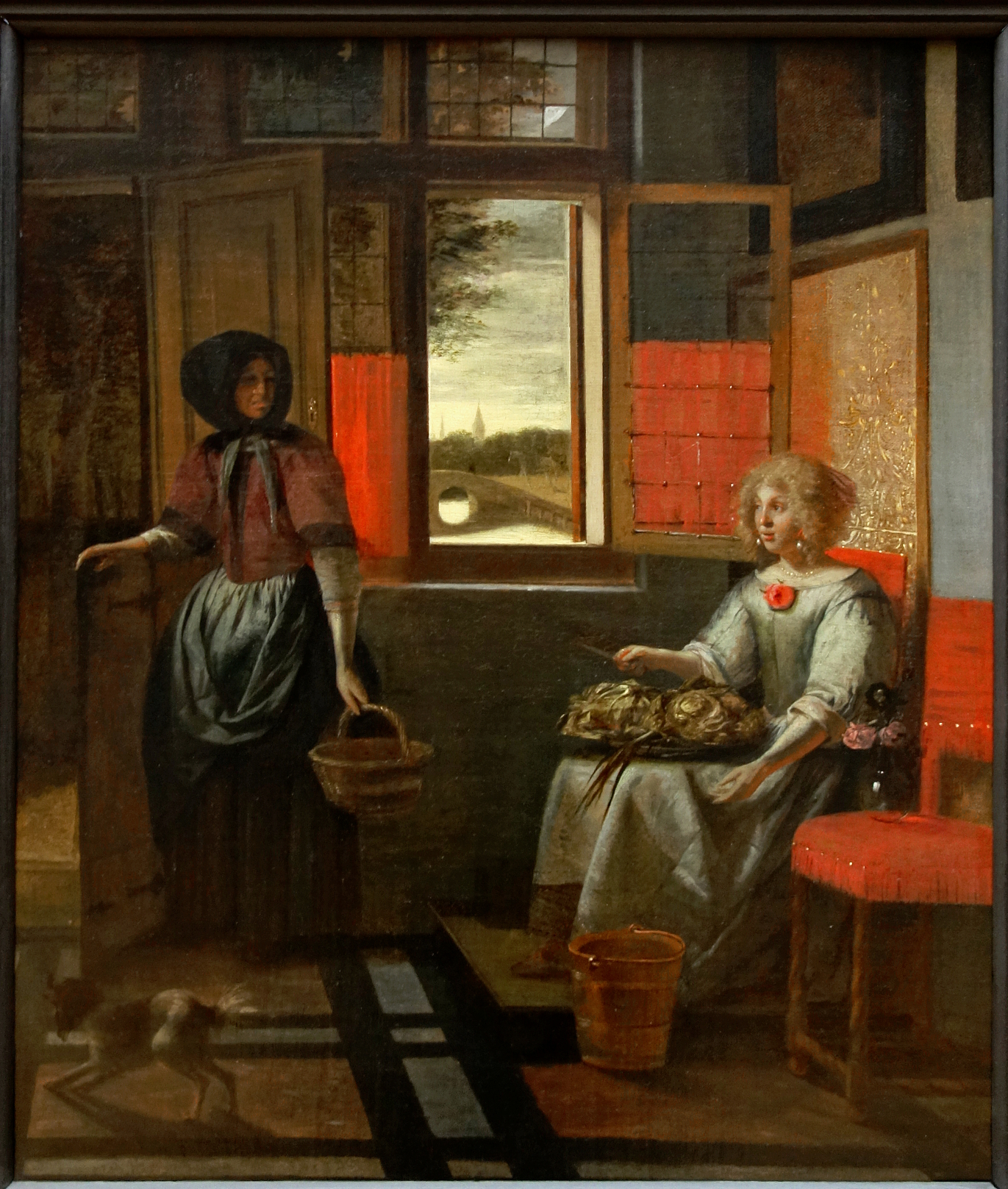
Pieter de Hooch, Jeune Femme et sa servante, vers 1675[17].
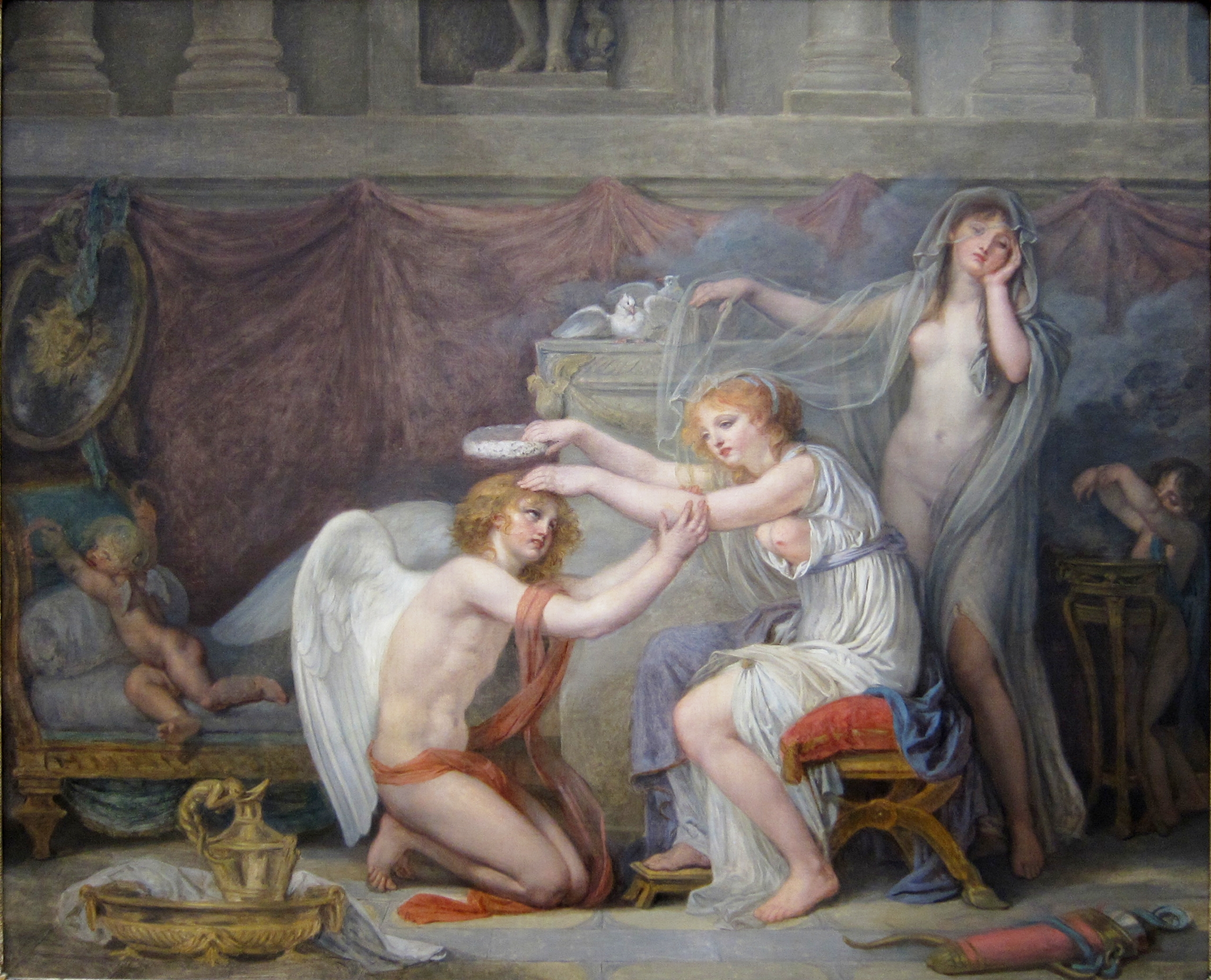
Jean-Baptiste Greuze, Psyché couronnant l'amour, vers 1785-1790[18].
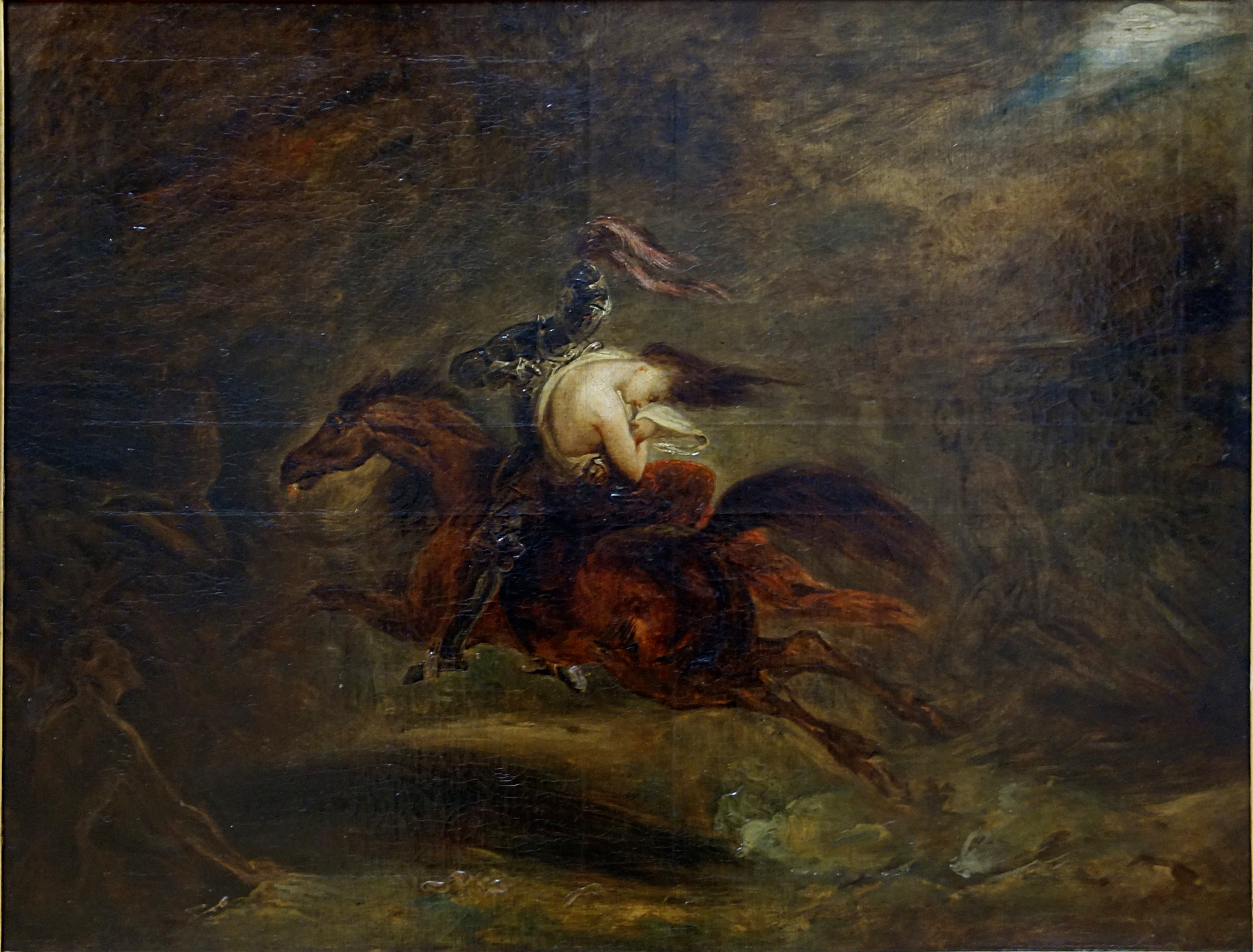
Ary Scheffer, Lénore. Les Morts vont vite, vers 1830[19].